# Caesiumozonid
Caesiumozonid ist eine chemische Verbindung des Caesiums und zählt zu den Ozoniden. Es ist ein roter, leichtzersetzlicher Feststoff.

## Gewinnung und Darstellung
Caesiumozonid lässt sich durch Reaktion von Caesiumhyperoxid mit Ozon und anschließende Extraktion mit flüssigem Ammoniak gewinnen.
{\displaystyle {\ce {CsO2 + O3 -> CsO3 + O2}}}

## Eigenschaften
Caesiumozonid ist ein roter Feststoff, der in zwei verschiedenen Modifikationen kristallisiert. Unterhalb von 8 °C ist die monokline Struktur, die derjenigen von Rubidiumozonid entspricht, stabil. Diese besitzt die Raumgruppe P21/c (Raumgruppen-Nr. 14) und die Gitterkonstanten a = 675,1 pm, b = 626,7 pm, c = 901,5 pm und β = 120,74°, sowie vier Formeleinheiten pro Elementarzelle. Bei höheren Temperaturen entspricht die Struktur der kubischen Caesiumchloridstruktur mit dem Gitterparameter a = 436,06 pm. Das Ozonidion ist dabei fehlgeordnet.
Oberhalb von 53 °C zersetzt sich Caesiumozonid unter Sauerstoffabgabe und Bildung des Hyperoxides.
{\displaystyle {\ce {2CsO3 ->[53 \, ^{o}C] 2CsO2 + O2 ^}}}
Wird Caesiumozonid in Wasser gelöst, reagiert es unter Bildung von Caesiumhydroxid und Sauerstoff.
{\displaystyle {\ce {4CsO3 + 2H2O -> 5O2 + 4CsOH}}}